# Diakonieveen
Het Diakonieveen (Stellingwerfs: Diakonievene) is een natuurgebied van 44 hectare bij Nijeberkoop. Het Diakonieveen grenst aan de Dellebuursterheide en bestaat uit een aantal plassen die met elkaar in verbinding staan. In het gebied bevinden zich een pingoruïne, een beboste stuifwal en stukjes heide.
It Fryske Gea is sinds 1953 eigenaar van het Diakonieveen. De naam stamt uit de tijd dat de diakonie van Nijerberkoop voor de armen zorgde en daar turf voor hen won. De kerkelijke armenzorg vond dat de plaatselijke bevolking 's winters geen kou mocht lijden. De tegenwoordige plassen zijn overblijfselen van die vervening.
Het beheer is met name gericht op een spontane ontwikkeling die wordt bijgestuurd door begrazing. De plassen worden gevuld met regenwater, wat in de winter tot hoge waterstanden kan leiden. Op een aangrenzend stuk vroeger bouwland heeft natuurontwikkeling plaatsgevonden. De voedselrijke bovengrond is afgegraven en afgevoerd, terwijl het oorspronkelijke reliëf zoveel mogelijk opnieuw is aangebracht. Het water blijft staan in de nieuw aangelegde plasjes en slenken.
Aeltsjemar
· De Alde Feanen
· Bakkeveense Duinen
· Bancopolder
· Bekhofschaans
· Bjirmen
· Blauhúster Puollen
· Bocht fan Molkwar
· Botmar
· Bouwepet
· Buismans Einekoai
· Bûtenfjild
· Van Coehoornbosk
· Delleboersterheide
· Diakonieveen
· Dobbe Stienser Aldlân
· Dobben Hurdegarypsterwarren
· Dunegeaster- en Follegeasterpolder
· Dyksfearten
· Eanjumerkolken
· Easterskar
· Einekoai Piaam
· Einekoaien Lytse Geast
· De Fluezen
· Grikelân en Turkije
· Grutte Wielen
· Heide Hulstreed
· De Hon
· Huitebuersterbûtenpolder
· Joodse begraafplaats Tacozijl
· Joodse begraafplaats Noordwolde
· Kapellepôle
· Ketelermar
· Ketliker Skar
· Kobbelân
· Lendebos
· Lindevallei
· Liphústerheide
· Makkumersúdmar
· Makkumerwaarden
· Mandefjild
· Martenastate
· Meulebos
· Meulereed
· Mokkebank
· Mûntsebuorsterpolder
· Noard-Fryslân Bûtendyks
· 't Oerd
· Ottema Wiersma reservaat
· Park Huize Olterterp
· Park Jongemastate
· Peazemerlannen
· Petgatten De Feanhoop
· Polders Koarnwert
· Ringwiel
· Rysterbosk
· De Ryp
· Schaopedobbe
· Séfonsterpolder
· Sippen-finnen
· Skiedingsboskje
· Slachtedyk
· Steile Bank
· Stokersdobbe
· Sudermarpolder
· Syp Set
· Taconisbosk
· Tsjongerwâlen
· Teroelster Sipen
· Unlân fan Jelsma
· Van Asperen einekoaien
· Warkumermar
· Warkumerwaard
· 't West
· Wilhelmina-oard
· Ychtenerfeanpolder